# Hackensack (New Jersey)
Hackensack – miasto w Stanach Zjednoczonych, w stanie New Jersey, siedziba hrabstwa Bergen. W 2007 liczyło 43 062 mieszkańców.